# كهنة غوراب (أملش الشمالي)
کهنة غوراب (بالفارسية: کهنه گوراب) هي قرية تقع في إيران في قسم أملش الشمالی الريفي. يقدر عدد سكانها بـ 211 نسمة بحسب إحصاء 2016.